# NGC 1152
NGC 1152 ist eine linsenförmige Galaxie vom Hubble-Typ SB0-a im Sternbild Eridanus am Südsternhimmel. Sie ist schätzungsweise 234 Millionen Lichtjahre von der Milchstraße entfernt und hat einen Durchmesser von etwa 60.000 Lichtjahren. 

Im selben Himmelsareal befindet sich u. a. die Galaxie NGC 1148.
Das Objekt wurde am 10. November 1885 von Lewis Swift entdeckt.